# Tim Speedle
Tim Speedle is een personage uit de politieserie CSI:Miami. Hij werd gespeeld door Rory Cochrane.

## Achtergrond
Als lid van het team hield Tim zich voornamelijk bezig met het verzamelen en vergelijken van afdrukken (vingerafdrukken en voetafdrukken). Hij was goede vrienden met Eric Delko. Ook ging hij vaak mee met Horatio Caine om eventuele verdachten te ondervragen.
Tijdens een arrestatie samen met Horatio Caine weigerde zijn vuurwapen door gebrekkig onderhoud. Hij werd neergeschoten en overleed ter plekke. Zijn plaats in het team werd opgevuld door Ryan Wolfe. Zelfs na Tim's dood bleef Delko beschermend tegenover Tim's nagedachtenis en reputatie (afleveringen 306, "Hell Night;" en 323, "Whacked").